# Gahru
Gahru is een bestuurslaag in het regentschap Pidie Jaya van de provincie Atjeh, Indonesië. Gahru telt 461 inwoners (volkstelling 2010).